# PokéPark
Il Pokémon The Park 2005 o PokéPark è un parco divertimenti basato sul mondo immaginario dei Pokémon.
Nel 2009 è stato creato un videogioco per Nintendo Wii ambientato nel PokéPark, PokéPark Wii: La grande avventura di Pikachu. Il seguito di tale titolo, PokéPark 2: Il mondo dei desideri, è uscito nel 2011.

## Storia
Aperto il 18 marzo 2005 a Nagoya, il PokéPark era ad ingresso libero, sebbene le dodici attrazioni del parco fossero a pagamento. Il parco è rimasto attivo fino al 25 settembre dello stesso anno. Il successo del PokéPark ha spinto nel 2006 ad aprire un omonimo parco a Taipei, in Taiwan.

## Attrazioni e promozioni
- Pokémon Ferris Wheel
- Dancing Pokémon Mini-tour
- Lugia's Spinning Ship
- Altomare Sightseeing Boat

- Battle Coaster Torn Sky
- Pokémon Merry-go-round
- Pokémon Starry Sky Trip
- Pikachu's Forest

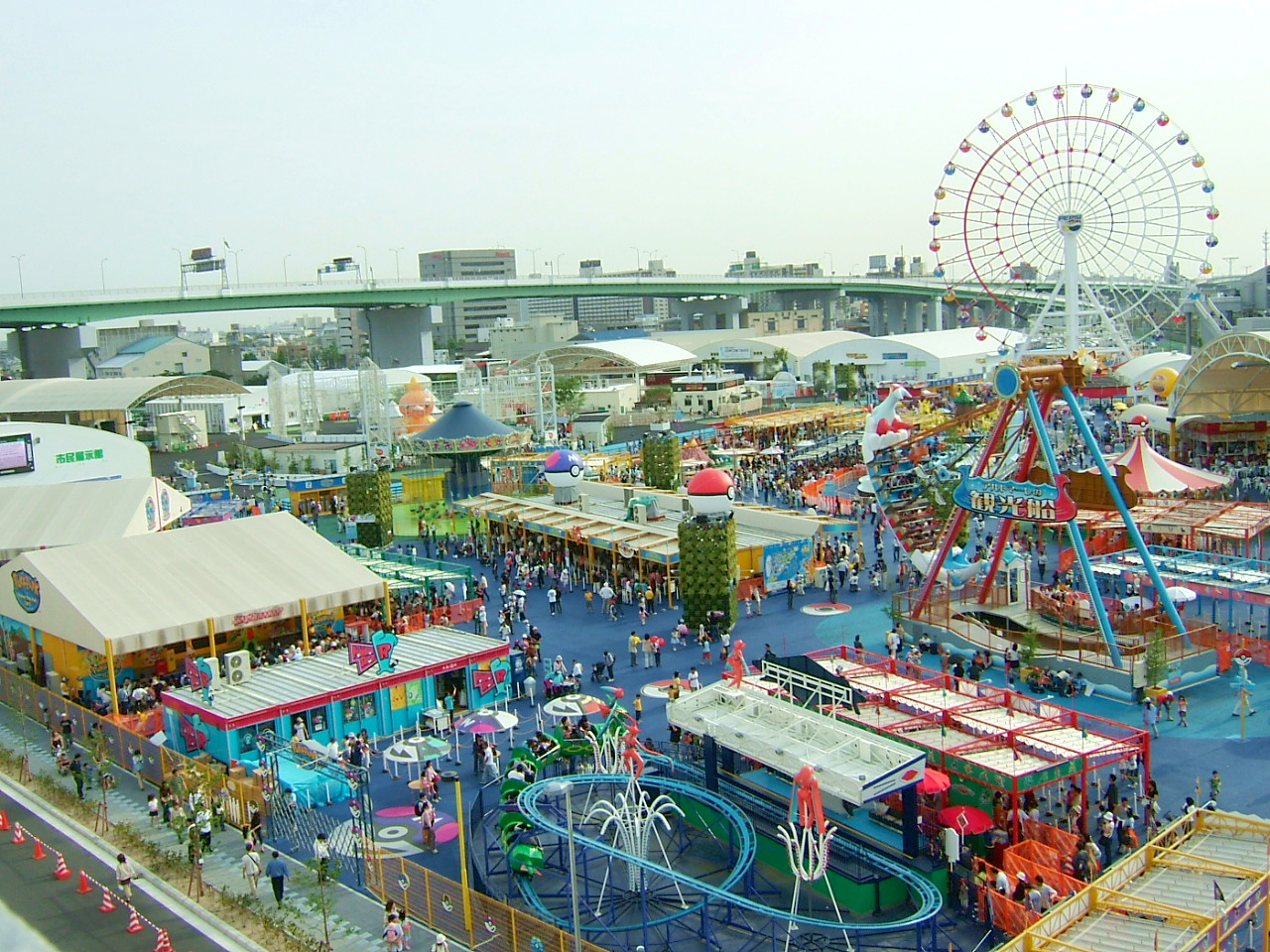
Le attrazioni del PokéPark

- Team Aqua vs Team Magma Crash Car Battle
- Mudkip's Splash Adventure
- Pichu Bros.' Rascal Railway
- Pokémon Exciting Safari
- Pokémon Floating Kids

- Pokémon Daisuki Club Stage
- Pokémon Game Corner
- Pokémon 3D Adventure
- Walkthrough Adventure
- Safari Zone Explosion

Le dodici attrazioni del parco sono incentrate su Pokémon della terza generazione, in particolare sui Pokémon leggendari Rayquaza, Latios, Latias e Jirachi, sebbene alcune siano dedicate a Pikachu, Celebi e Mew, che appaiono nel logo del parco.
Nel 2005 in Giappone sono state inoltre distribuite uova di Pokémon da allevare nei videogiochi Pokémon Rosso Fuoco e Verde Foglia e Pokémon Smeraldo. I Pokémon elargiti sono Wynaut, Corphish, Cacnea, Spinda, Spoink, Minun, Plusle, Skitty, Whismur, Surskit, Taillow, Corsola, Igglybuff, Pichu e Psyduck. Nello stesso anno è stato inoltre consegnato un esemplare di Meowth.
In Taiwan l'apertura del parco è avvenuta in coincidenza con la distribuzione del lungometraggio Pokémon: Lucario e il mistero di Mew. Per questo motivo è stata consegnato ai visitatori lo strumento Mappa Stinta per raggiungere l'Isola Suprema e catturare Mew.

## Influenze
Oltre ad aver spinto alla creazione del videogioco PokéPark Wii: La grande avventura di Pikachu, in Giappone sono stati creato due particolare set di carte collezionabili del Pokémon Trading Card Game. Uno è dedicato ai Pokémon del PokéPark, Celebi, Torchic, Mudkip, Pikachu, Latias, Latios, Whismur, Munchlax e Jirachi, mentre l'altro è incentrato sui Pokémon leggendari Entei, Suicune, Raikou, Lugia, Ho-Oh, Kyogre e Groudon.